# Mistrzostwa Europy w Zjeździe na Sankach 2013
Mistrzostwa Europy w Zjeździe na Sankach 2013 odbyły się w dniach 15 - 17 lutego w austriackim Oberperfuss. Rozegrana została jedna konkurencja: zawody drużynowe.

## Terminarz
| Data              | Miejscowość | Konkurencja       | Złoto                                               | Srebro                                                            | Brąz                                                    |
| ----------------- | ----------- | ----------------- | --------------------------------------------------- | ----------------------------------------------------------------- | ------------------------------------------------------- |
| 15-17 lutego 2013 | Oberperfuss | Konkurs drużynowy | Austria Wolfgang Huber · Rene Pucher · Stefan Weger | Włochy Armin Hackhofer · Daniel Braunhofer · Matthias Hinteregger | Włochy Michael Hinteregger · Peter Kahn · Ulrich Rainer |